# Assembleia da Polinésia Francesa
A Assembleia da Polinésia Francesa é o órgão legislativo da Polinésia Francesa, com sede em Papeete. É presidida por Marcel Tuihani desde 16 de setembro de 2014.

## Representantes

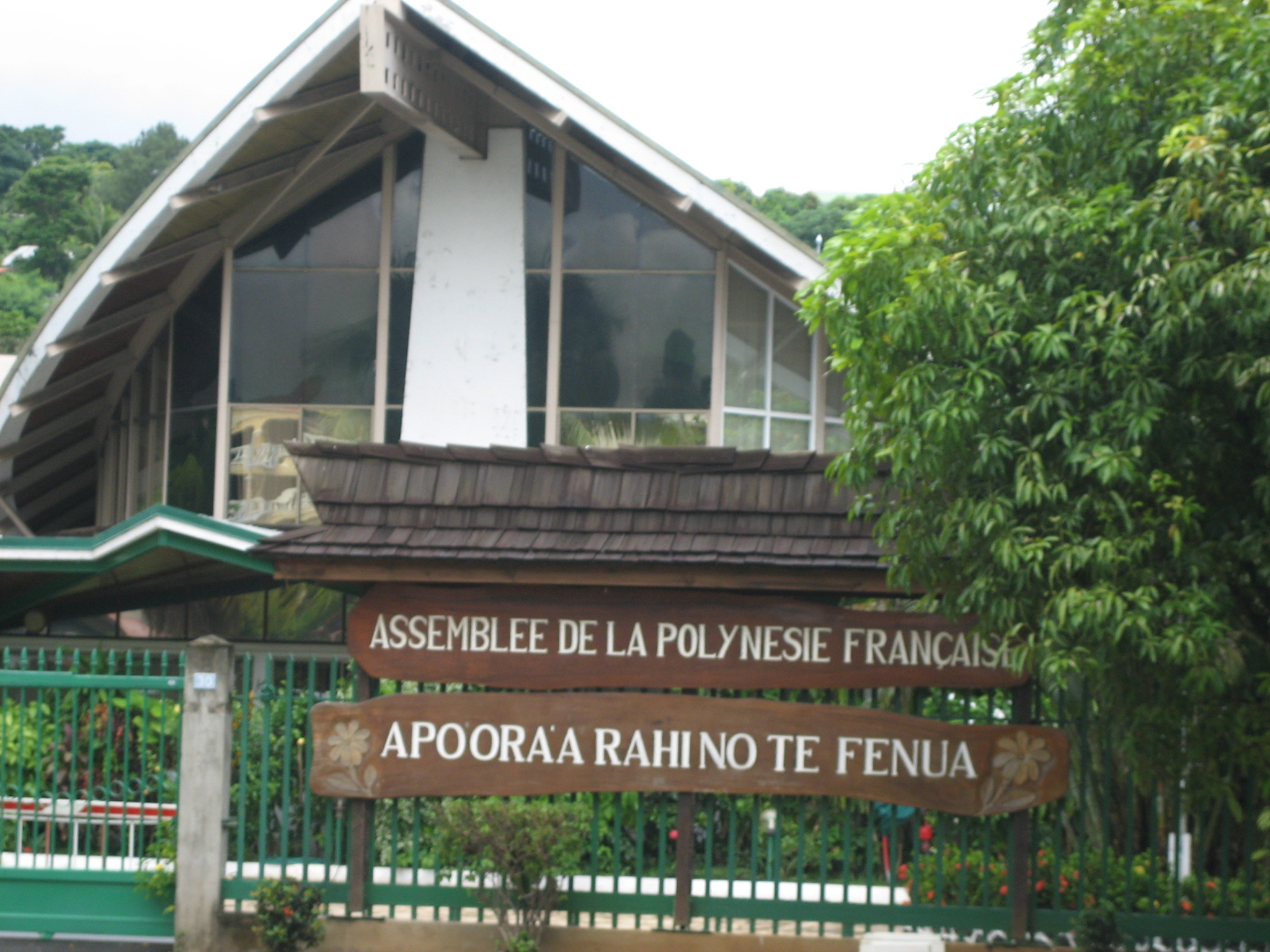
A sede da Assembleia em Papeete.

Os representantes, totalizando 57, são eleitos por sufrágio universal, para um mandato de cinco anos, em listas compostas alternadamente por um homem e uma mulher e em seis circunscrições que se distribuem da seguinte forma:
- Ilhas de Barlavento (37)

- Ilhas de Sotavento (8)

- Ilhas Austrais (3)

- Ilhas Gambier e Tuamotu do Leste (3)

- Ilhas Tuamotu do Oeste (3)

- Ilhas Marquesas (3)

## Presidentes
- Antony Géros (Tapura Amui No Te Faatereraa Manahune – Tuhaa Pae) - 9 de Maio de 2004 - 12 de Abril de 2006
- Philip Schyle (Fetia Api) - 14 de Abril de 2006 - 12 de Abril de 2007
- Édouard Fritch (Tahoera'a Huiraatira) - 12 de Abril de 2007 - ?
- Oscar Temaru (Tavini Huiraatira): ? - 11 de Fevereiro de 2009
- Édouard Fritch (Tahoera'a Huiraatira): 12 Fevereiro de 2009 - 9 de Abril de 2009
- Philip Schyle (O Porinetia To Tatou Ai'a): 9 de Abril de 2009 - 10 de abril de 2010
- Oscar Temaru (Tavini Huiraatira): 10 de abril de 2010 – 14 de abril de 2011
- Jacqui Drollet (Ia Mana te Nunaa): 14 de abril de 2011 – 16 de maio de 2013
- Édouard Fritch (Tahoera'a Huiraatira): 16 de maio de 2013 – 16 de setembro de 2014
- Marcel Tuihani (Tahoera'a Huiraatira): 16 de setembro de 2014 - presente